# Speedmail
Speedmail Sp. z o.o. – polski prywatny operator pocztowy. Spółka jest obecnie największym w Polsce alternatywnym operatorem pocztowym i drugim po Poczcie Polskiej operatorem obsługującym korespondencję masową nadawców biznesowych i instytucjonalnych. Firma doręcza przesyłki listowe i marketingowe poprzez sieć ponad 100 placówek zlokalizowanych w większości dużych i średnich miast kraju.

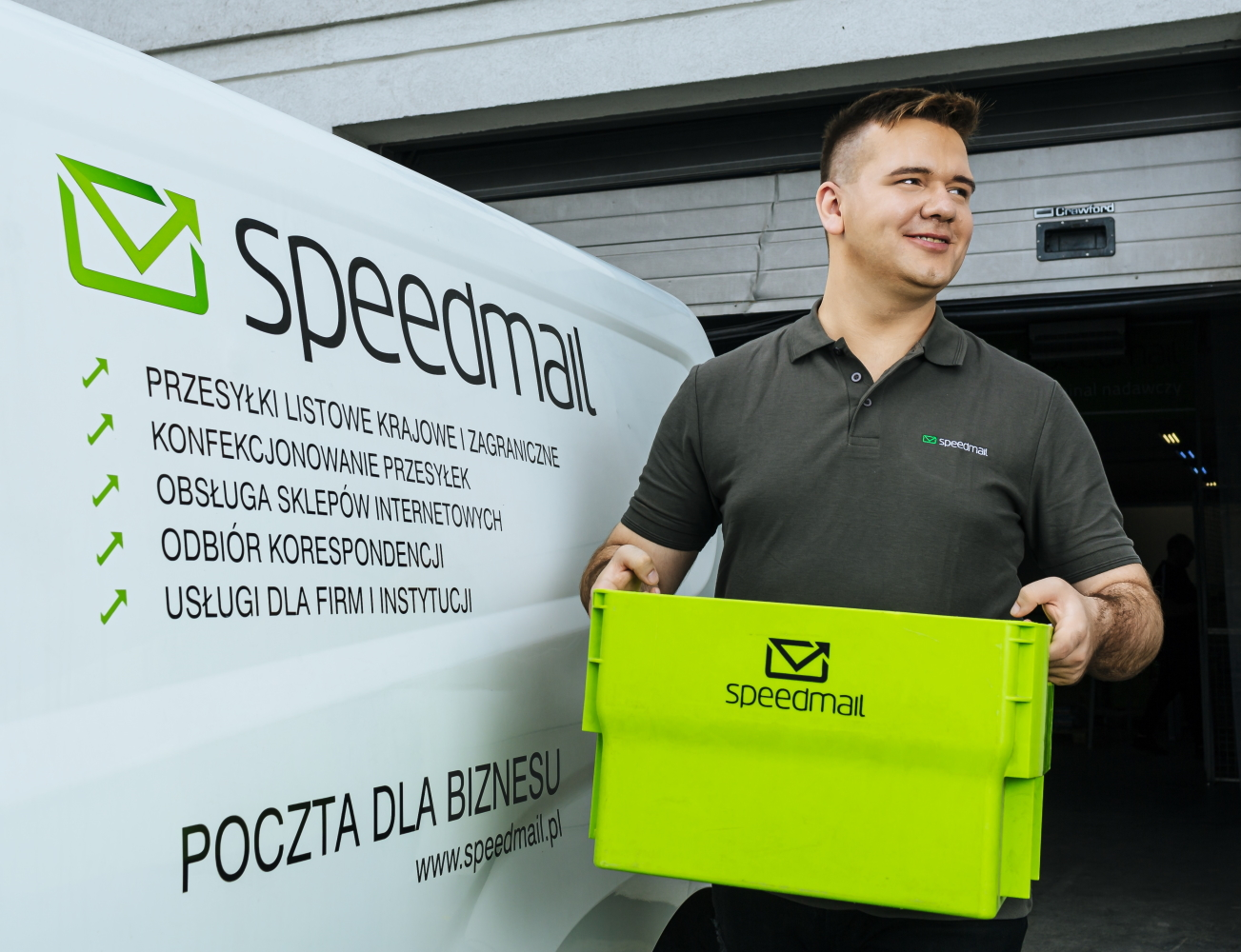
Listonosz Speedmail

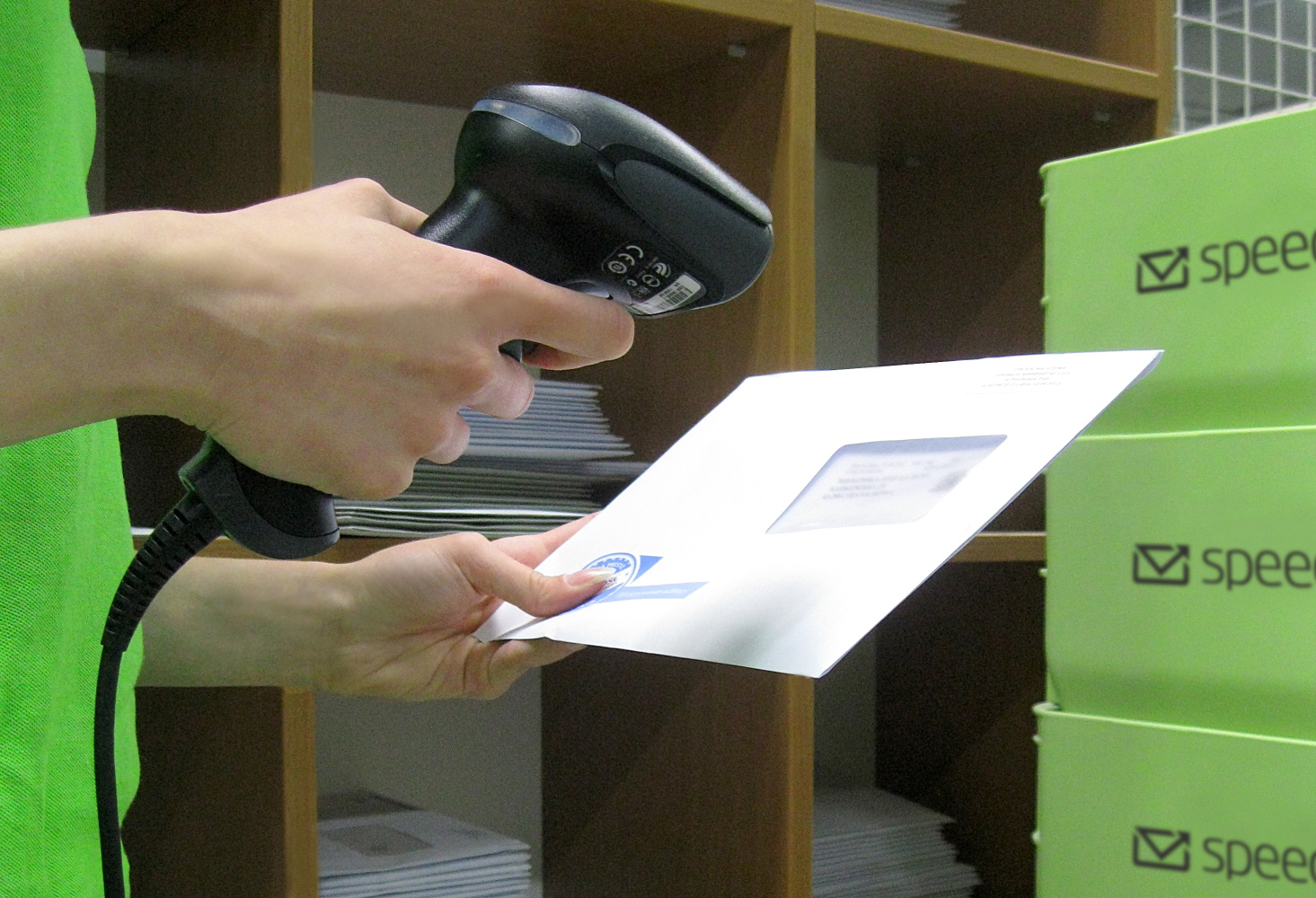
Speedmail skanowanie listu

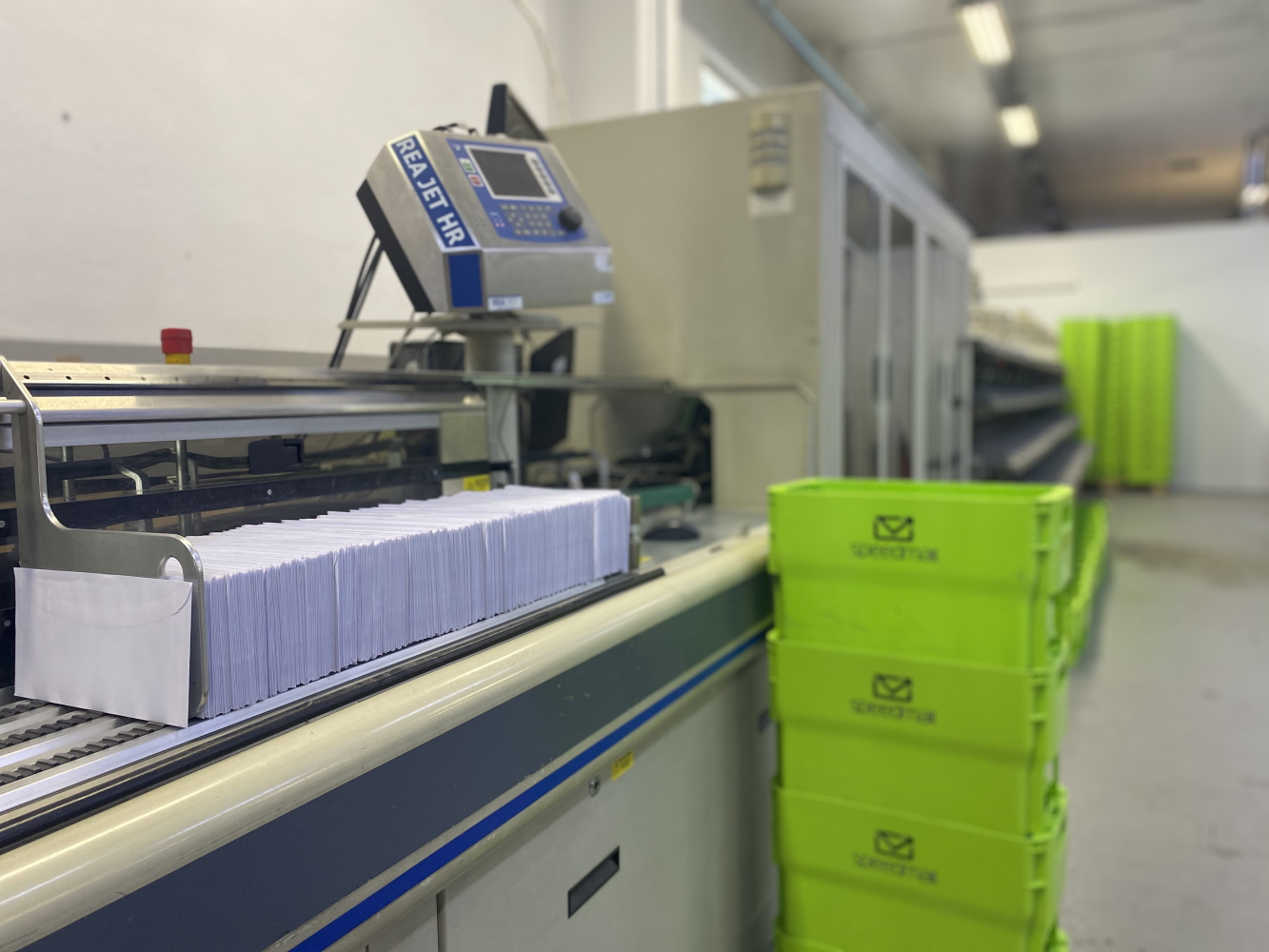
Sortownia Speedmail

W 2012 roku Speedmail, jako pierwszy operator pocztowy działający na polskim rynku, wprowadził usługę „track and trace” dla wszystkich kategorii przesyłek listowych, w tym także listów zwykłych i korespondencji marketingowej. Usługa ta, znana przede wszystkim z branży kurierskiej, umożliwia śledzenie statusu doręczenia przesyłki na każdym z etapów dystrybucji.

## Historia
Speedmail funkcjonuje na polskim rynku pocztowym od września 2011 roku, kiedy został wpisany do Rejestru Operatorów Pocztowych prowadzonego przez Urząd Komunikacji Elektronicznej pod numerem B-00409. Spółka wywodzi się z grupy Emerson Polska, będącej jednym z największych lettershopów w Europie Środkowo-Wschodniej.
Firma jako pierwsza na polskim rynku pocztowym wprowadziła możliwość śledzenia wszystkich rodzajów przesyłek oraz monitorowania i wizualizacji tras ich doręczeń. W roku 2012, we współpracy z operatorem serwisu Targeo.pl, uruchomiła specjalną platformę Speedmail Targeo Report (STR), posiadającą nowoczesne mechanizmy weryfikacji prawidłowości doręczeń przesyłek. W sierpniu 2020 roku spółka rozwinęła tę usługę, wprowadzając system GPS on-line, umożliwiający nadzorowanie procesu doręczania przesyłek w czasie rzeczywistym. Wdrożenie tego projektu zostało wyróżnione nagrodą Polskiego Towarzystwa Logistycznego (PTL), przyznaną podczas Polskiego Kongresu Logistycznego eLogistics 2021.
Spółka kładzie duży nacisk na stały rozwój technologii usprawniających proces doręczeń oraz ułatwiających obsługę korespondencji. W roku 2014 wprowadziła Greenweb – aplikację do kompleksowego zarządzania korespondencją biurową, która umożliwia m.in. generowanie książek nadawczych, tworzenie wydruków ZPO (Zwrotnego Potwierdzenia Odbioru), ułatwia przygotowanie nadruków na kopertach oraz etykiet adresowych ze znakiem opłaty pocztowej. Na początku roku 2021 Speedmail wdrożył system Elektronicznego Potwierdzenia Odbioru, który daje możliwość składania podpisu biometrycznego na urządzeniu mobilnym w placówkach awizacyjnych.
W „Rankingu dostępności serwisów internetowych firm pocztowych 2021”, opracowanym na zlecenie Urzędu Komunikacji Elektronicznej, serwis internetowy firmy Speedmail zajął pierwsze miejsce w opinii konsultantów analizujących dostępność stron. W finalnym zestawieniu, uwzględniającym także opinie ekspertów, Speedmail zajął trzecie miejsce na 15 badanych firm zajmujących się doręczaniem listów i paczek.
Wraz z rozwojem rozwiązań informatycznych spółka poszerza zakres swoich usług, wprowadzając nowe formaty przesyłek. W listopadzie 2020 roku Speedmail poinformował o uruchomieniu tzw. listopaczki, która kierowana jest przede wszystkim do branży e-commerce. Format ten powstał z myślą o produktach małogabarytowych i niskowartościowych, które sklepy internetowe mogą wysyłać w standardzie i cenie listu zwykłego, ale z korzyściami, jakie niesie przesyłka kurierska (monitoring przesyłki i potwierdzenie jej doręczenia).

## Oferta
Oferta Speedmail kierowana jest do firm takich jak: banki, operatorzy telekomunikacyjni, telewizje kablowe, firmy ubezpieczeniowe, agencje marketingowe, fundacje, Jednostki Samorządu Terytorialnego, e-sklepy.
Głównymi usługami Speedmail są:
- Dystrybucja listów zwykłych

- Dystrybucja listów poleconych – przesyłki polecone i polecone za potwierdzeniem odbioru (ZPO)

- Dystrybucja przesyłek marketingowych – adresowych materiałów reklamowych

- Dystrybucja druków adresowych i bezadresowych – przesyłki Targetmail i Listingmail

- Listopaczka – format łączący cechy listu poleconego i przesyłki kurierskiej

- Usługi konfekcyjne – związane z przygotowaniem przesyłki, pakowaniem, oznaczeniem i innymi czynnościami logistycznymi

- System raportowania – narzędzie umożliwiające poznanie statusu przesyłki na etapie doręczania

- Greenweb – platforma do obsługi korespondencji biurowej

## Nagrody
- Tytuł „Gazela Biznesu” 2021 i 2022 otrzymany w rankingu małych i średnich firm w Polsce, organizowanym przez dziennik Puls Biznesu[11]
- Wyróżnienie w konkursie o Nagrodę Polskiego Towarzystwa Logistycznego 2021 za projekt „Wprowadzenie śledzenia online doręczania listów”[12]

- Tytuł Supplier Of The Year 2018 za zwycięstwo w V edycji konkursu PROCON Awards w kategorii usługi logistyczne[13]

- Konsumencki Lider Jakości 2018 – Brązowe Godło w kategorii usługi pocztowe[14]

- Wyróżnienie w konkursie Procon Awards 2015 w kategorii usługi logistyczne[15]

- Business Premium 2014 – nagroda tygodnika gospodarczego Bloomberg Businessweek Polska, przyznawana firmom, które mają szczególnie atrakcyjną ofertę produktów lub usług skierowanych do sektora biznesowego[16]

## CSR
Współpracując z szeregiem fundacji i organizacji pożytku publicznego (OPP) Speedmail angażuje się także w działania z zakresu społecznej odpowiedzialności biznesu (CSR). W kwietniu 2021 roku firma wsparła kampanię 1% realizowaną przez Fundację Dr Clown. Zrealizowana wtedy kampania trafiła do raportu „Odpowiedzialny biznes w Polsce 2021. Dobre praktyki” opracowanego przez Forum Odpowiedzialnego Biznesu (FOB). W lutym 2023 Speedmail wsparł kampanię społeczną (P)OKAŻ SERCE organizowaną przez Klinikę Onkologii i Chirurgii Onkologicznej dla Dzieci i Młodzieży Instytutu Matki i Dziecka z okazji Międzynarodowego Dnia Walki z Nowotworami Dziecięcymi. 